# نازدار
نازدار مطربة كردية ولدت سنة 1987 في جزيرة بوتان في كردستان تركيا .

## حياتها
عندما بلغت السادسة من عمرها أنتقلت مع عائلتها للعيش في ألمانيا .

## البوماتها
تمتلك البومين غنائيين وهم :-
- آه يا دنيا
- قلبي

## كليباتها
لديها سبعة كليبات مصورة و تعرض على أغلب المحطات الفضائية الكردية .